# 射馬紙
射碼紙是一種遊戲，把紙摺成長條狀，再屈曲用橡皮圈射向別人，亦有用其他小物品代替「馬紙」的。射碼紙如同丫叉的模式，同樣以橡皮圈迅速收縮的拉力把發射物，高速射出去。

## 目的
有用人此方法發洩不良的情緒，或令對象感到痛楚。也有人會用碼紙進行林林總總的競賽活動。射碼紙傷人的嚴重性，雖不及氣槍傷人，但若不慎射到眼睛，亦能致盲。以碼紙射擊別人的行為，不論有否擊中都可能違反襲擊罪。老頑童可以把射碼紙看成練眼界的方法，或者見物想當年。

### 發射方法
用一隻手的食指或包括中指，再與拇指一起把橡筋撐開。
用另一隻手把馬紙放在橡筋的中間點，並向後捉好馬紙向後力拉。
對準目標後就放手把碼紙射出。